# Silberbeilbauchfisch
Der Silberbeilbauchfisch (Gasteropelecus sternicla) gehört zu den Salmlern und stammt aus den südlichen Zuflüssen des Amazonas in Brasilien, aus Guyana und Surinam. Dort lebt er in Schwärmen in kleinen bis mittleren Bächen. Er weist die für Beilbauchfische typische Körperform auf wird jedoch mit bis zu 6,5 cm etwas größer als der als Aquarienfisch beliebte Marmorierte Beilbauchfisch. Farblich ist er eher unscheinbar silbergrau. Er ernährt sich von auf die Wasseroberfläche gefallenen Insekten.

## Haltung im Aquarium
Der Silberbeilbauchfisch sollte in Aquarien ab 80 cm Länge und einer Wassertemperatur von 23 bis 28 °C gepflegt werden.
Er stellt folgende Ansprüche an die Wasserwerte: pH 6,0–7,0, Härte bis 15° dGh.
Es sollte für eine ausreichende Oberflächenströmung gesorgt werden, weil die Tiere gerne an der Wasseroberfläche in der Strömung „stehen“. Außerdem sollte das Aquarium gut abgedeckt sein, da die Silberbeilbauchfische ausgezeichnete Springer sind.
Ernähren sollte man sie mit Essigfliegen und anderem Lebendfutter – sie nehmen jedoch nach Gewöhnung auch Trockenfutter.